# Long Môn (xã)
Long Môn là một xã thuộc huyện Minh Long, tỉnh Quảng Ngãi, Việt Nam.
Xã Long Môn có diện tích 69,47 km², dân số năm 2019 là 1.410 người, mật độ dân số đạt 20 người/km².